# Chính sách đối ngoại Đế quốc Nga

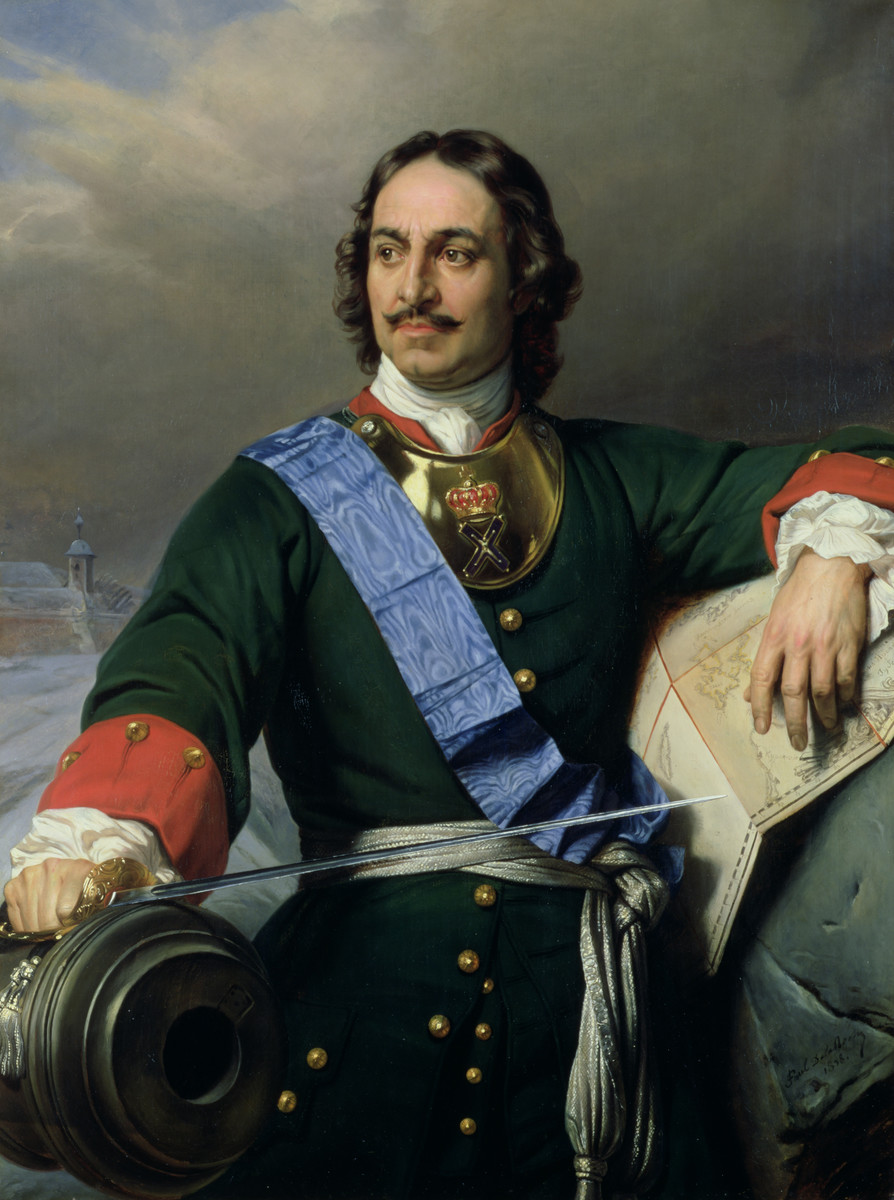
Pyotr Đại đế chính thức đổi tên thành Sa hoàng Nga Đế quốc Nga vào năm 1721, và trở thành hoàng đế đầu tiên của nó.

Chính sách đối ngoại Đế quốc Nga bao gồm các mối quan hệ đối ngoại của Nga xuống đến năm 1917. Tất cả các quyết định chính trong Đế quốc Nga đã được thực hiện bởi Sa hoàng (quân chủ chuyên chế), vì vậy có một sự thống nhất về chính sách và có sức mạnh trong chế độ dài của các nhà lãnh đạo mạnh mẽ như Pyotr Đại đế và Ekaterina Đại đế. Tuy nhiên, có vô số các sa hoàng yếu như trẻ em với một nhiếp chính trong quyền kiểm soát cũng như nhiều âm mưu và ám sát. Với sóng thần yếu hoặc doanh thu nhanh chóng, không thể đoán trước và thậm chí hỗn loạn.
Nga đóng một vai trò nhỏ trong Chiến tranh Napoléon cho đến năm 1812, khi quân đội khổng lồ của Napoléon bị tiêu diệt trong cuộc xâm lược Nga của Pháp. Nga đóng một vai trò quan trọng trong việc đánh bại Napoléon và thiết lập các điều khoản bảo thủ cho việc khôi phục châu Âu quý tộc trong giai đoạn 1815 đến 1848. Có một số cuộc chiến tranh với Đế quốc Ottoman, vào năm 1856, Nga đã thua cuộc Chiến tranh Krym cho liên minh Anh, Pháp và Đế quốc Ottoman. Nhiều cuộc chiến nhỏ tiếp theo vào cuối thế kỷ 19.
Trong ba thế kỷ, từ những ngày của Ivan IV của Nga (cai trị 1547-1584), Nga mở rộng theo mọi hướng ở 18.000 dặm vuông mỗi năm, trở thành đến nay là sức mạnh lớn nhất. (Trung Quốc có nhiều người hơn nhưng ít sức mạnh quân sự hoặc kinh tế hoặc ngoại giao hơn). Việc mở rộng mang đến nhiều nhóm thiểu số có tôn giáo và ngôn ngữ riêng. Hệ thống chính trị là một chế độ chuyên chế cai trị bởi Sa hoàng; trong những ngày sau đó, nó đã bị thách thức bởi các nhóm cách mạng khác nhau, những người bị cảnh sát cứng rắn đưa ra hàng ngàn người phải sống lưu vong ở Siberia xa xôi. Sự mở rộng phần lớn đã kết thúc vào những năm 1850, nhưng có một số chuyển động về phía nam tới Afghanistan và Ấn Độ, nước Anh rất khó chịu, đã kiểm soát Ấn Độ. Kẻ thù lịch sử chính của Nga là Đế quốc Ottoman, nơi kiểm soát việc Nga tiếp cận Biển Địa Trung Hải. Giải pháp của Sa hoàng là tài trợ cho quân nổi dậy Slav ở Balkan chống lại Ottoman. Serbia ủng hộ quân nổi dậy chống lại Áo, và Nga đứng sau Serbia, đó là Chính thống giáo Hy Lạp trong tôn giáo và Người Slav trong văn hóa. Đồng minh chính của Nga là Pháp, nước cần quy mô và sức mạnh để chống lại Đế quốc Đức ngày càng hùng mạnh.
Nga tham gia chiến tranh thế giới thứ nhất năm 1914 chống lại Đức, Áo và Đế quốc Ottoman để bảo vệ Vương quốc Serbia và để có quyền tiếp cận Biển Địa Trung Hải với chi phí của Đế quốc Ottoman. Trợ giúp tài chính đến từ các đồng minh Anh và Pháp. Quân đội Nga thất bại, hệ thống chính trị và kinh tế cũng vậy. Người Nga mất niềm tin vào Sa hoàng thất bại. Kết quả là hai cuộc cách mạng năm 1917 đã phá hủy Đế quốc Nga, và dẫn đến độc lập cho các nước Baltic, Ba Lan và (nói ngắn gọn) Ukraina và một loạt các quốc gia nhỏ hơn như Gruzia. Sau khi chiến đấu sắc bén trong Nội chiến Nga với sự tham gia của quốc tế, một chế độ Cộng sản mới tiếp quản và thành lập Liên Xô.

### Khảo sát
- Ascher, Abraham. Russia: A Short History (2011) excerpt and text search; university textbook
- Bromley, Jonathan. Russia 1848-1917. (Heinemann, 2002). Short textbook
- Bushkovitch, Paul. A Concise History of Russia (2011) excerpt and text search. Short textbook
- Cracraft, James. ed. Major Problems in the History of Imperial Russia (1993).
- Dallin, David J. The Rise of Russia in Asia (1950).
- De Madariaga, Isabel. Russia in the Age of Catherine the Great (2002), comprehensive topical survey
- Dowling, Timothy C. (2014). Russia at War: From the Mongol Conquest to Afghanistan, Chechnya, and Beyond [2 volumes]. ABC-CLIO. ISBN 978-1-59884-948-6.
- Gaddis, John Lewis. Russia, the Soviet Union, and the United States (2nd ed. 1990) online free to borrow covers 1781-1988
- Geyer, Dietrich, and Bruce Little. Russian Imperialism: The Interaction of Domestic and Foreign Policy, 1860–1914 (Yale UP, 1987).
- Hughes, Lindsey (2000). Russia in the Age of Peter the Great. Yale UP. ISBN 978-0-300-08266-1.
- Jelavich, Barbara. St. Petersburg and Moscow: Tsarist and Soviet Foreign Policy, 1814–1974 (1974).
- Kagan, Frederick, and Robin Higham, eds. The Military History of Tsarist Russia (2008) excerpts
- Khodarkovsky, Michael. Russia's Steppe Frontier: The Making of a Colonial Empire, 1500-1800 (2002).
- Lieven, Dominic, ed. The Cambridge History of Russia: vol 2: Imperial Russia, 1689–1917 (2006)
- Lincoln, W. Bruce. The Romanovs: Autocrats of All the Russias (1983) excerpt and text search, sweeping narrative history
- Longley, David (2000). The Longman Companion to Imperial Russia, 1689–1917. New York, NY: Longman Publishing Group. tr. 496. ISBN 978-0-582-31990-5.
- MacKenzie, David. Imperial Dreams/Harsh Realities: Tsarist Russian Foreign Policy, 1815–1917 (1994).
- Moss, Walter G. A History of Russia. Vol. 1: To 1917. (2d ed. Anthem Press, 2002);. University
- Perrie, Maureen, et al. The Cambridge History of Russia. (3 vol. Cambridge University Press, 2006). excerpt and text search
- Petro, Nicolai N. Russian foreign policy: from empire to nation-state (Pearson, 1997), textbook
- Quested, Rosemary K.I. Sino-Russian relations: a short history (Routledge, 2014) online
- Ragsdale, Hugh. Imperial Russian Foreign Policy (1993) excerpt
- Riasanovsky, Nicholas V. and Mark D. Steinberg. A History of Russia (7th ed. Oxford UP, 2004), 800 pages.; university textbook
- Rywkin, Michael. Russian colonial expansion to 1917 (1988).
- Saul, Norman E. Historical Dictionary of Russian and Soviet Foreign Policy (2014) excerpt and text search
- Seton-Watson, Hugh. The Russian Empire 1801–1917 (1967) pp 41–68, 83–182, 280–331, 430–460, 567–597, 677–697.
- Stone, David. A Military History of Russia: From Ivan the Terrible to the War in Chechnya excerpts
- Suny, Ronald Grigor, ed. The Cambridge History of Russia: vol 3: The Twentieth Century (2006)
- Ziegler; Charles E. The History of Russia (Greenwood Press, 1999) online edition Lưu trữ ngày 30 tháng 3 năm 2009 tại Wayback Machine; university textbook

### Địa lý, bản đồ chuyên đề
- Barnes, Ian. Restless Empire: A Historical Atlas of Russia (2015), copies of historic maps
- Catchpole, Brian. A Map History of Russia (Heinemann Educational Publishers, 1974), new topical maps.
- Channon, John, and Robert Hudson. The Penguin historical atlas of Russia (Viking, 1995), new topical maps.
- Chew, Allen F. An atlas of Russian history: eleven centuries of changing borders (Yale UP, 1970), new topical maps.
- Gilbert, Martin. Atlas of Russian history (Oxford UP, 1993), new topical maps.
- Parker, William Henry. An historical geography of Russia (Aldine, 1968).

### Chủ đề
- Adams, Michael. Napoleon and Russia (2006).
- Boeckh, Katrin. "The Rebirth of Pan-Slavism in the Russian Empire, 1912–13." in Katrin Boeckh and Sabine Rutar, eds. The Balkan Wars from Contemporary Perception to Historic Memory (2016) pp. 105–137.
- Davies, Brian L. "The Development of Russian Military Power 1453–1815." in Jeremy Black, ed., European Warfare 1453–1815 (Macmillan Education UK, 1999) pp. 145–179.
- Fuller, William C. Strategy and Power in Russia 1600–1914 (1998); excerpts; military strategy
- Esthus, Raymond A. "Nicholas II and the Russo-Japanese War." Russian Review 40.4 (1981): 396-411. online
- Gatrell, Peter. "Tsarist Russia at War: The View from Above, 1914 – February 1917." Journal of Modern History 87#3 (2015): 668–700.
- Kennan, George F. The fateful alliance: France, Russia, and the coming of the First World War (1984), focus on the early 1890s Online free to borrow
- Lieven, Dominic. Empire: The Russian empire and its rivals (Yale UP, 2002), comparisons with British, Habsburg & Ottoman empires.excerpt
- Lieven, D.C.B. Russia and the Origins of the First World War (1983).
- Lieven, Dominic. Russia Against Napoleon: The True Story of the Campaigns of War and Peace (2011).
- McMeekin, Sean. The Russian Origins of the First World War (2011).
- Neumann, Iver B. "Russia as a great power, 1815–2007." Journal of International Relations and Development 11#2 (2008): 128–151. online
- Olson, Gust, and Aleksei I. Miller. "Between Local and Inter-Imperial: Russian Imperial History in Search of Scope and Paradigm." Kritika: Explorations in Russian and Eurasian History (2004) 5#1 pp: 7–26.
- Saul, Norman E. Distant Friends: The United States and Russia, 1763-1867 (1991)
- Saul, Norman E. Concord and Conflict: The United States and Russia, 1867-1914 (1996)
- Saul, Norman E. War and Revolution: The United States and Russia, 1914-1921 (2001)
- Stolberg, Eva-Maria. (2004) "The Siberian Frontier and Russia's Position in World History," Review: A Journal of the Fernand Braudel Center 27#3 pp 243–267
- Wells, David and Sandra Wilson. The Russo-Japanese War in Cultural Perspective, 1904-05 (1999)